# کن تورن
کن تورن (انگلیسی: Ken Thorne؛ ‏ ۲۶ ژانویهٔ ۱۹۲۴ – ۹ ژوئیهٔ ۲۰۱۴) آهنگساز اهل بریتانیا بود. وی برنده جوایزی همچون جایزه اسکار بهترین موسیقی فیلم شده‌است.
از فیلم‌هایی که وی در آن‌ها نقش داشته‌است، می‌توان به ریتز اشاره نمود.